# Åke Gustafsson
Karl Åke Torsten Gustafsson (nació en 1908 y murió en 1988), fue un botánico, geneticista y autor (ensayista y poeta) sueco.

## Biografía
Gustafsson fue profesor en el Statens Skogsforskningsinstitut, el instituto de investigación sueco de los bosques de 1947 a 1968 y en la Universidad de Lund de 1968 a 1974.
- La abreviatura «Å.Gust.» se emplea para indicar a Åke Gustafsson como autoridad en la descripción y clasificación científica de los vegetales.[1]